# Лонг (автор)
Лонг (Λόγγος) — древнегреческий писатель и поэт предположительно II века нашей эры.
Лонг — автор знаменитого пасторального романа «Дафнис и Хлоя», который обнаруживает большое влияние, оказанное на писателя пастушескими идиллиями Феокрита, Мосха и Биона. В отличие от их произведений, роман Лонга написан прозой с регулярными стихотворными вставками, возникающими спонтанным образом в наиболее поэтических фрагментах текста. Такое соединение поэтического и прозаического нача́л было новым приёмом в истории древнегреческой литературы и выдаёт в Лонге образованного литератора, способного новаторски и, вместе с тем, убедительно совместить в своём произведении традиции различных жанров.
Лонг, как и его предшественники — авторы идиллий, одухотворяет и поэтизирует природу, населяя её в духе эллинистического мировоззрения традиционными образами мифологии. Изображаемая писателем естественность пастушеской жизни соединяется с поэтичным и очень откровенным изображением эротических, чувственных сцен с участием юных Дафниса и Хлои, соблазнительницы Ликэнион и любителя однополых отношений Гнафона.
О личности автора практически ничего не известно. Высказывалась даже гипотеза, что имя Лонг получилось из неправильно написанного переписчиком греческого слова «λογου», то есть «повести», где была удвоена буква γ («λογγου»). От этого «λογγου» и был образован именительный падеж «λογγος» (Лонг) и истолкован как имя автора. Примерное время его жизни — II век — устанавливается только исходя из языковых особенностей романа. Судя по этому произведению, писатель жил в чисто языческой обстановке и был родом с острова Лесбоса, где происходит действие романа. Правда, сведения о самом острове у Лонга неполны и неточны, хотя он и упоминает о Митилене, главном городе острова. Также весьма приблизительно он определяет расстояния между отдельными географическими пунктами. Описывая же зиму на Лесбосе, он изображает её столь суровой, что это представляется маловероятным фактом. Интеллектуализм и отточенность языка выдаёт в нём городского жителя, чьим идеалом стали идеалистически понимаемая сельская жизнь на лоне природы и естественная чувственность личных отношений.